# Galphimia multicaulis
Galphimia multicaulis är en tvåhjärtbladig växtart som beskrevs av Adrien Henri Laurent de Jussieu. Galphimia multicaulis ingår i släktet Galphimia och familjen Malpighiaceae. Inga underarter finns listade i Catalogue of Life.